# 藤川三之助
藤川 三之助（ふじかわ さんのすけ、1884年3月21日 - 没年不詳）は、日本の俳優である。本名平田 三彌（ひらた さんや）。

## 人物・来歴
1884年（明治17年）3月21日、神奈川県横浜区尾上町（現在の同県横浜市中区同町）に生まれる。1930年代に日活京都撮影所で脇役を務めた時代劇俳優の藤川三之祐は、1889年（明治22年）3月22日生まれであり、年齢も近いが、別人である。
旧制中学校に進学したが、2年次で中途退学し、三井物産の郵船部門（現在の商船三井）に勤務した。その後、職替えののちに新派俳優となり、佐藤幾之助や木村猛夫らの一座に参加、各地を巡業する。1911年（明治44年）に福宝堂が東京府北豊島郡日暮里村（現在の東京都荒川区西日暮里3丁目7番）に自社の撮影所を建てたが、これに入社して、映画俳優に転向する。1912年（大正元年）9月10日、福宝堂は他社と合併して「日本活動写真株式会社」（日活）を設立するが、藤川は、元福宝堂が1914年（大正3年）3月17日に設立した天然色活動写真（天活）に移籍している。
1916年（大正5年）2月、改めて日活に入社、向島撮影所に所属し、当初は女形として出演、のちに男役に転向する。1922年（大正11年）12月、田中栄三が監督した『京屋襟店』の完成試写後に、藤野秀夫、衣笠貞之助、荒木忍、東猛夫ら幹部俳優13名が集団退社の辞表を提出、石井常吉の計画によって国際活映（国活）に引き抜かれる事件が起きるが、藤川もこれに連座し、国活に電撃的に移籍している。
1923年（大正12年）3月、国活が製作を停止すると同社を退社し、同年10月、衣笠貞之助ら同様に京都に移り、等持院に撮影所を持つ牧野省三のマキノ映画製作所に移籍、衣笠が監督する映画に出演している。1924年（大正13年）3月、等持院撮影所が東亜キネマに吸収されてからは、高松豊次郎の娘婿の山根幹人、高松の三男・高松操（のちの吉村操）の監督作等に出演、1925年（大正14年）に高松が、牧野省三のマキノ・プロダクションと連携するタカマツ・アズマプロダクションを設立すると、東京に戻り、これに参加している。1927年（昭和2年）に同プロダクションが活動停止、それ以降は、1929年（昭和4年）に日活太秦撮影所での出演記録がみられる。別人である「藤川三之祐」が映画界に参入するのが1933年（昭和8年）であるとされているが、多くの資料で混同されており、詳細は不明である。没年不詳。

## フィルモグラフィ
クレジットはすべて「出演」である。公開日の右側には役名、および東京国立近代美術館フィルムセンター（NFC）、マツダ映画社所蔵等の上映用プリントの現存状況についても記す。同センター等に所蔵されていないものは、とくに1940年代以前の作品についてはほぼ現存しないフィルムである。資料によってタイトルの異なるものは併記した。

### 日活向島撮影所
特筆以外すべて製作は「日活向島撮影所」、配給は「日活」、すべてサイレント映画である。
- 『悲劇百合子 前篇』 : 監督不明、原作菊池幽芳、1913年10月製作・公開
- 『渦巻 前篇』 : 監督不明、脚本篠山吟葉、原作渡辺霞亭、1913年11月5日公開
- 『渦巻 後篇』 : 監督不明、脚本篠山吟葉、原作渡辺霞亭、1913年11月24日公開
- 『橘花子』 : 監督小口忠、1913年12月製作・公開
- 『蝉しぐれ』 : 監督不明、1916年8月1日公開 - 主演
- 『侠芸者』 : 監督不明、1916年8月15日公開
- 『落胤』 : 監督不明、1916年8月15日公開 - 主演
- 『夜の鶴』 : 監督不明、1916年9月5日公開 - 主演
- 『磯千鳥』 : 監督不明、1916年9月10日公開
- 『怨みの鐘』 : 監督不明、1916年9月15日公開
- 『みだれ菊』 : 監督不明、1916年9月25日公開 - 主演
- 『ホトトギス』 : 監督不明、1916年10月1日公開
- 『女舞鶴』 : 監督不明、1916年10月8日公開
- 『恋の仇波』 : 監督不明、1916年10月21日公開
- 『お夏文代』 : 監督不明、原作菊池幽芳、1916年11月2日公開
- 『残月』（『残んの月』[5]） : 監督不明、1916年11月8日公開
- 『鹿笛』 : 監督不明、1916年11月20日公開
- 『木枯し』[3][5]（『木枯らし』[4]） : 監督不明、1916年11月29日公開
- 『鬼いばら』[4][5] : 監督不明、1916年12月7日公開
- 『想夫憐』[3][4]（『想夫恋』[5]） : 監督不明、原作渡辺霞亭、1916年12月8日公開
- 『吉丁字』 : 監督不明、1916年12月31日公開
- 『孝女白菊』 : 監督不明、1916年12月31日公開
- 『二人静』 : 監督小口忠、脚本新海文次郎、原作柳川春葉、撮影坂田重則、1917年1月14日公開
- 『あかね染』 : 監督不明、1917年1月14日公開
- 『あわ雪』 : 監督不明、1917年1月26日公開
- 『竜巻』 : 監督不明、原作渡辺霞亭、1917年2月1日公開
- 『罪の子』 : 監督不明、1917年2月5日公開
- 『憂き身』 : 監督不明、原作柳川春葉、1917年2月15日公開
- 『若き女の半生』 : 監督不明、1917年2月15日公開
- 『迷の夢』[3][4]（『迷ひき夢』[5]） : 監督不明、1917年2月28日公開
- 『毒草』 : 監督小口忠、脚本桝本清、原作菊池幽芳、1917年3月11日公開
- 『八重霞』 : 監督不明、1917年3月11日公開
- 『己が罪』 : 監督不明、原作菊池幽芳、1917年4月7日公開
- 『都鳥』 : 監督不明、1917年4月28日公開
- 『銀の鍵』 : 監督不明、1917年5月6日公開
- 『結婚の夜』[3][4][5]（『婚礼の夜』[5]） : 監督不明、製作日活京都撮影所、1917年5月11日公開
- 『捨小舟』 : 監督不明、1917年5月20日公開
- 『旅衣』 : 監督不明、1917年5月21日公開
- 『人の情』 : 監督不明、原作小栗風葉、1917年6月1日公開
- 『後の仇浪宮島心中』 : 監督不明、1917年6月1日公開
- 『誘惑』 : 監督小口忠、脚本桝本清、原作徳田秋声、1917年6月10日公開
- 『青葉の宿』[4][5]（『若葉の宿』[3]） : 監督不明、1917年6月11日公開
- 『雨夜の女』 : 監督不明、1917年6月21日公開
- 『幼き母』 : 監督不明、1917年7月1日公開
- 『女ごころ』（『女心』[5]） : 監督不明、1917年8月26日公開 - 佐々木準三
- 『子故の闇』 : 監督不明、1917年9月9日公開
- 『藤袴』 : 監督不明、1917年9月23日公開
- 『木の間の月』（『樹間の月』[5]） : 監督不明、1917年9月30日公開
- 『秋の声』[3][4]（『三人少尉』[3][4][5]） : 監督不明、1917年10月7日公開
- 『さんざ時雨』 : 監督不明、1917年10月17日公開
- 『手向の曲』 : 監督不明、1917年10月18日公開
- 『孔雀草』 : 監督不明、1917年10月31日公開
- 『秋之助とお澄』 : 監督不明、1917年11月12日公開
- 『霜夜の月』 : 監督不明、1917年12月10日公開
- 『黒潮』 : 監督不明、1917年12月14日公開
- 『女の誓』 : 監督不明、1917年12月31日公開
- 『犠牲』 : 監督小口忠、1918年2月1日公開
- 『雪枝夫人』 : 監督小口忠、脚本岩崎春禾、1918年2月14日公開
- 『毒煙』 : 監督小口忠、脚本桝本清、1918年2月15日公開
- 『二人娘』 : 監督小口忠、脚本桝本清、1918年2月28日公開
- 『忘れ子』[3][4]（『わすれ子』[5]『忘れ児』[5]） : 監督小口忠、原作渡辺黙扇、1918年2月28日公開
- 『涙の雨』 : 監督小口忠、脚本岩崎春禾、1918年4月30日公開
- 『続金色夜叉』 : 監督小口忠、脚本岩崎春禾、原作長田幹彦、撮影坂田重則、1918年5月1日公開
- 『黒水晶』 : 監督田中栄三、脚本栗島狭衣、原作渡辺霞亭、1918年5月13日公開
- 『乳姉妹』 : 監督田中栄三、脚本岩崎春禾、原作菊池幽芳、1918年5月17日公開 - 主演
- 『兄と弟』 : 監督小口忠、脚本桝本清、撮影大洞元吾、1918年5月26日公開
- 『父の涙』 : 監督田中栄三、脚本桝本清、撮影大洞元吾、1918年6月1日公開
- 『うすき縁』[3][4]（『薄き縁』[5]） : 監督田中栄三、脚本鬼頭磊三、撮影坂田重則、1918年6月6日公開
- 『国の誉』[3][4]（『ひもんや美談』[3][4]『国の誉踏切番』[5]『ひもんやびだん』[5]） : 監督小口忠、脚本桝本清、撮影坂田重則、1918年6月18日公開
- 『侠艶録』 : 監督田中栄三、原作佐藤紅緑、1918年7月1日公開 - 主演
- 『つきぬ恨』 : 監督田中栄三、脚本舟橋碧川[3]（桝本清[4][5]）、撮影大洞元吾、1918年8月4日公開
- 『乳屋の娘』 : 監督田中栄三、脚本遅塚麗水、1918年8月31日公開
- 『恋の浮島』 : 監督不明、原作江見水蔭、1918年10月1日公開
- 『新橋情話』 : 監督田中栄三、原作小島孤舟、1919年7月13日公開
- 『新聞売子』 : 監督小口忠、原作菊池幽芳、1919年9月14日公開
- 『恋の津満子』 : 監督小口忠、脚本桝本清、1919年9月27日公開
- 『野蛮人』（『吾妻照之助』） : 監督不明、原作江見水蔭、1919年10月28日公開
- 『恋の犠牲』 : 監督不明、1919年12月7日公開
- 『黒髪』 : 監督田中栄三、原作遅塚麗水、1920年2月29日公開 - 海鏡庵庵主・妙鏡
- 『運命の影』 : 監督田中栄三、1920年7月15日公開 - 嗣子・正篤
- 『尼港最後の日』 : 監督坂田重則、脚本鬼頭磊三、撮影大洞元吾、1920年8月2日公開
- 『噫川島巡査の死』 : 監督坂田重則、原作藤井泰三、1921年4月1日公開 - 川島巡査の友人・越野
- 『我子の歌』（『我が子の歌』[5]） : 監督不明、1922年1月13日公開
- 『碑文谷美談』 : 監督不明、1922年5月15日公開
- 『血すぢの縁』 : 監督不明、1922年10月8日公開 - 友人・吉山
- 『永遠の謎』 : 監督・脚本若山治、原作長田幹彦、1922年10月20日公開 - 佐藤中将（主演）

### 国活巣鴨撮影所
特筆以外すべて製作は「国活巣鴨撮影所」、配給は「国際活映」、すべてサイレント映画である。
- 『鷲津村の娘』 : 監督坂田重則、1922年12月31日公開
- 『噫! 祖国』 : 監督帰山教正、製作・配給桑野桃華プロダクション、1922年製作・公開
- 『義血』 : 監督内田吐夢、撮影円谷英二、1925年2月6日公開

### 等持院撮影所
特筆以外すべて製作は「マキノ等持院撮影所」、配給は「マキノ映画製作所」、すべてサイレント映画である。
- 『妻の秘密』 : 監督衣笠貞之助、脚本志波西果、原作菊池幽芳、1924年1月7日公開
- 『彼女の運命 前篇』 : 監督・脚本衣笠貞之助、原作菊池幽芳、1924年1月7日公開
- 『彼女の運命 後篇』 : 監督・脚本衣笠貞之助、原作菊池幽芳、1924年2月1日公開 - 浪逆真淵
- 『悲しき曙光』 : 監督井上金太郎、脚本金森万象、原作寿々喜多呂九平、1924年2月29日公開 - 木下平吉

- 『熱血の洗礼』 : 監督本山裕見、原作・脚本曾根純三、製作東亜キネマ甲陽撮影所、配給東亜キネマ、1924年7月31日公開 - 新二（お菊の従妹）
- 『明暗の巷』 : 監督山根幹人、脚本上月吏、原作上島量、製作・配給東亜キネマ、1924年製作・公開
- 『馬賊の唄』 : 監督本山祐児、製作東亜キネマ甲陽撮影所、配給東亜キネマ、1925年2月11日公開 - 主演
- 『幻の帆船』 : 監督・主演山本冬郷、原作・脚本大島十九郎、製作大東キネマ、配給松竹キネマ、1925年12月12日公開 - 呉恒仙
- 『噫飯束巡査部長』 : 指揮山根幹人、監督高松操、脚本青木優、撮影持田米彦・高城泰策、製作マキノプロダクション御室撮影所、配給マキノプロダクション、1925年12月31日公開 - 父

### タカマツ・アズマプロダクション
特筆以外すべて製作・配給は「タカマツ・アズマプロダクション」、すべてサイレント映画である。
- 『クロスワード』（『クロス・ワード』[4]） : 監督高松操、製作マキノ東京派（タカマツ・アズマプロダクション）、1926年1月1日公開 - 大河内宏男爵・張天仇お君（二役・主演）
- 『銅銭会事変』 : 監督横田豊秋、脚本青木優、原作国枝史郎、1926年7月1日公開 - 神道徳次郎
- 『涙の黎明』 : 監督友成用三、原作・脚本青木優、1926年7月23日公開 - 相良伴之丞
- 『国境の血涙』 : 監督・原作友成用三、撮影持田米彦、1926年製作・公開 - 馬賊連長
- 『神の姿』 : 監督・原作岩藤思雪、脚本秦哀美、製作・配給太平フィルム、1927年製作・公開 - 主演
- 『愛染手網 前後篇』 : 監督高松操、脚本青木優、原作今東光、1927年製作・公開 - 大坪流村田大次郎（「藤川三之祐」と混同）

- 『金四郎半生記』 : 監督辻吉郎、原作・脚本異木草二郎、製作日活太秦撮影所、1929年10月1日公開 - 目明し丈五郎[5]
- 『修羅城 水星篇 火星篇』 : 監督池田富保、製作日活太秦撮影所、1929年10月1日公開 - 渡辺内蔵之助
- 『一番目の女』 : 監督・脚本三枝源次郎、製作日活太秦撮影所、1929年11月1日公開 - 恒夫の父[5]
- 『傘張剣法』 : 監督辻吉郎、原作・脚本異木草二郎、製作日活太秦撮影所、1929年11月1日公開 - 画家大島松鵬（高利貸・源兵衛[5]）
- 『故郷の空』 : 監督山根幹人、製作・配給日本教育映画研究所、1930年前後 - 山中三造[10]、12分尺で現存（マツダ映画社所蔵[9]）
- 『嘆きの女間諜』 : 監督仁科熊彦、製作・配給富国映画社、1932年製作・公開